# Ibn Khàlaf
Ibn Khàlaf fou imam ibadita de la Tripolitana, fill de Khàlaf ibn as-Samh, net d'as-Samh ibn Abd-al-Ala (visir de l'imam rustàmida Abd-al-Wahhab ibn Abd-ar-Rahman fins vers el 811 i després governador de Tripolitana) i net de l'imam Abu-l-Khattab al-Maafirí. Va succeir el seu pare en data desconeguda vers la meitat del segle ix.
El 879/880, quan Àhmad ibn Tulun d'Egipte va assetjar Trípoli de Líbia, aquesta ciutat va rebre ajut del governador rustàmida Abu-Mansur Ilyas, que sembla que governava tot el Djabal Nafusa, i del mateix imam de Tahert. Fou per aquest temps que Ibn Khàlaf, fill i successor de Khàlaf, va perdre Timiya i es va refugiar amb els amazics zawagha a la península de Risu (Riso, Rimu, Razu, i en català [Muntaner] Ris, moderna península d'Akkara), enfront de Gerba, i a la mateixa illa on fou protegit pels zawagha, que finalment el van acabar entregant al governador Ilyas, vers 894.
Vers el 895 o 896 l'estat rustàmida es va extingir. Ibn Khàlaf va ser deportat a algun lloc del Jabal Nafusa on va morir en època desconeguda.